# 模糊规则
模糊规则的形式为：if x is A then y is B，其中A和B为由论域X和Y上的模糊集合定义的语言值。“x is A”称为前提，“y is B”称为结论。
以上模糊规则可以简写为A → B。本质上模糊规则是定义在X × Y上的二元模糊关系R。
A → B有两种解释，一种是A耦合（coupled with）B：
{\displaystyle R=A\rightarrow B=A\times B=\int _{X\times Y}tnorm(\mu _{A}(x),\mu _{B}(y))/(x,y)}
另一种是A导致（entails）B：
{\displaystyle R=A\rightarrow B={\bar {A}}\cup B}
基于以上两种解释和不同的t-norm、t-conorm算子，模糊规则可以有多种合法的计算公式。